# 最简分数
最簡分數，也稱既约分数或不可再約分數（英語：irreducible fraction），指的是分子與分母互質的分數。
若一分數可表為{\displaystyle {\frac {p}{q}}}，且{\displaystyle p,q\in \mathbb {Z} }（整數），{\displaystyle (p,q)=1}，則稱{\displaystyle {\frac {p}{q}}}為最簡分數。假若p和q還有別的公因數，則其非最簡分數。若{\displaystyle (p,q)=d}，且設{\displaystyle p=k_{1}d,q=k_{2}d;k_{1},k_{2}\in \mathbb {Z} }則{\displaystyle {\frac {p}{q}}={\frac {k_{1}}{k_{2}}}}。其中{\displaystyle {\frac {k_{1}}{k_{2}}}}為{\displaystyle {\frac {p}{q}}}的最簡分數。
最簡分數也可參閱有理化分數的公式，盡量將分子和分母互為質數。每一個正有理數可以被表示為不可簡化的分數。如果分數的分子和分母劃分為它們的最大公因數，而這一項方法可以完全降低至最低的簡化條件。為了找出分子和分母的最小公因數，當然可以使用輾轉相除法或整数分解，就是要解決分數的分子和分母過大的問題。
最簡分數例如{\displaystyle {\frac {1}{3}}}、{\displaystyle {\frac {4}{19}}}或{\displaystyle {\frac {198}{17}}}。而{\displaystyle {\frac {6}{4}}}不是，因為{\displaystyle (6,4)=2}，因而{\displaystyle {\frac {6}{4}}={\frac {3}{2}}}

## 唯一性
每一個有理數沒有獨特性的表示正分母的不可簡化分數（雖然兩者{\displaystyle {\frac {2}{3}}={\frac {-2}{-3}}}都是不可簡化的分數）。唯一性是獨一無二主要因子分解的結果，自從出現{\displaystyle {\frac {a}{b}}={\frac {c}{d}}}意味著{\displaystyle ad=bc}，因此等號的雙邊必須共享相同的因式分解，設主要多重的因數{\displaystyle a}，而{\displaystyle c}也要出現{\displaystyle a}的子集，方可證明{\displaystyle ad=bc}。

## 概括
不可簡化的分數的概念可推論任何唯一分解整環之分式環：透過劃分分子和分母的最大公因數，這一項元素的領域中可被寫出它們的分數。特別適用越過其他領域的代數式。然而不可簡化的分數在給定元素上，既使是同樣的可逆元素，也是唯一較多人使用分子和分母的乘法。在有理數的情況下意旨任何數字具有兩個最簡分數，若跟分子和分母的正負號有關；在這種模糊的情況下可透過要求分母要被移除負號。在合理的功能的情況下，分母可以類似地被要求是一個首項。